# Spiraeopsis celebica
Spiraeopsis celebica är en tvåhjärtbladig växtart som först beskrevs av Carl Ludwig von Blume, och fick sitt nu gällande namn av Friedrich Anton Wilhelm Miquel. Spiraeopsis celebica ingår i släktet Spiraeopsis och familjen Cunoniaceae. Inga underarter finns listade i Catalogue of Life.